# Il grande quaderno (film)
Il grande quaderno (A nagy füzet) è un film del 2013 diretto da János Szász.

## Trama
Due fratelli gemelli, ai tempi della guerra, annotano tutto ciò che succede su un grande quaderno lasciatogli dal padre, il quale, dopo aver raccomandato loro di non tralasciare nulla degli avvenimenti che verranno, li lascia in custodia della nonna e se ne va, per proteggerli dagli orrori della guerra; a quel punto anche la mamma va via, promettendo loro di tornare al più presto. La nonna, che viveva da sola in una fattoria, li tratta con diffidenza e toni sgarbati, intanto il tempo passa e la mamma non torna, per cui ben presto entrambi cominciano ad indurirsi per abituarsi alla vita difficile che li aspetta, cercando di farsi forza l'uno con l'altro. Tempo dopo i due scoprono che la nonna teneva nascoste le lettere che gli mandava la mamma, la quale aveva scritto parole di grande affetto per loro, invitandoli a continuare a studiare ed andare avanti. Successivamente incontrano una ragazza, che li porta a casa sua facendogli fare un bagno per lavarli e dandogli anche da mangiare, tuttavia si rivela essere anch'essa una donna insensibile e razzista; infatti, dopo aver fatto ammazzare un calzolaio ebreo che in precedenza aveva donato ai due gemelli un paio di stivali, essi per ripicca le causano un incendio in casa con la stufa per cui di conseguenza vengono puniti in malo modo. In seguito la guerra finisce e i due fratelli finiscono alla fine per affezionarsi ugualmente alla nonna scorbutica, rinunciando a tornare con la mamma quando questa si ripresenta da loro per riprenderli e subito dopo addirittura essa resta vittima di una bomba caduta proprio in prossimità della casa in cui loro vivevano con la nonna. Tempo dopo torna anche il padre, che gli riferisce di essere stato prigioniero e chiede subito notizie della moglie alla suocera, la quale gli fa vedere la tomba che lei stessa aveva scavato per lei e la neonata che portava con sé, morendo poco dopo aiutata dai nipoti come aveva chiesto loro poco prima quando aveva avuto un primo infarto. Nel finale i due ragazzi vanno insieme al padre alla linea di confine della frontiera disseminata da mine, una delle quali lo colpisce nel momento in cui cerca di superarla e subito dopo finalmente i fratelli gemelli si separano uno dall'altro per permettere ad uno dei due di superare la linea di separazione della frontiera passando sul corpo del padre...

## Riconoscimenti
- 2013 - Globo di Cristallo
  - Festival internazionale del cinema di Karlovy Vary